# SS Letitia
El SS Letitia fue un transatlántico construido inicialmente para el servicio con la empresa de envíos Anchor-Donaldson Ltd. Continuó en servicio con la compañía sucesora Donaldson Atlantic Line Ltd, y fue requisado en el inicio de la Segunda Guerra Mundial para servir como un crucero mercante armado. Se retiró de este servicio en 1941 y se convirtió en un buque de transporte de tropas. Fue gravemente dañado en 1943 y tras ser reparado se convirtió en un barco hospital en Canadá. 
Volvió al servicio civil en 1946 después del final de la guerra, y fue comprado por el Ministerio de Transporte, que lo destinó a ser gestionado por Donaldson Bros & Black Ltd con el nombre Empire Brent. Navegó en una serie de viajes, a veces con tropas en el Lejano Oriente, además de servir como nave de emigración a Australia. Fue guardado brevemente en 1950, pero volvió al servicio en alquiler del Gobierno de Nueva Zelanda como el Captain Cook. Fue finalmente retirado del servicio en 1960 y fue vendido para su desguace.

## Carrera

### Servicios iniciales
El Letitia fue construido en los astilleros de la Fairfield Shipbuilding and Engineering Company, en Govan, y fue botado el 14 de octubre de 1924. Completado en abril de 1925, inicialmente se embarcó en la sede en Glasgow de la Anchor-Donaldson Ltd,en su ruta de verano entre Liverpool, Quebec y Montreal con otro buque de Anchor-Donaldson, el SS Athenia. En invierno, navegó a Halifax y San Juan de Terranova. Su primer viaje inaugural fue a partir de Glasgow a Montreal el 24 de abril de 1925. Esta era un joint venture entre Cunard Line y Anchor-Donaldson Line. Se sometió a una reforma en 1927, y con la reforma de la empresa en la línea de Donaldson Atlántico en 1935,Letitia fue uno de los bienes retenidos.

### Segunda Guerra Mundial

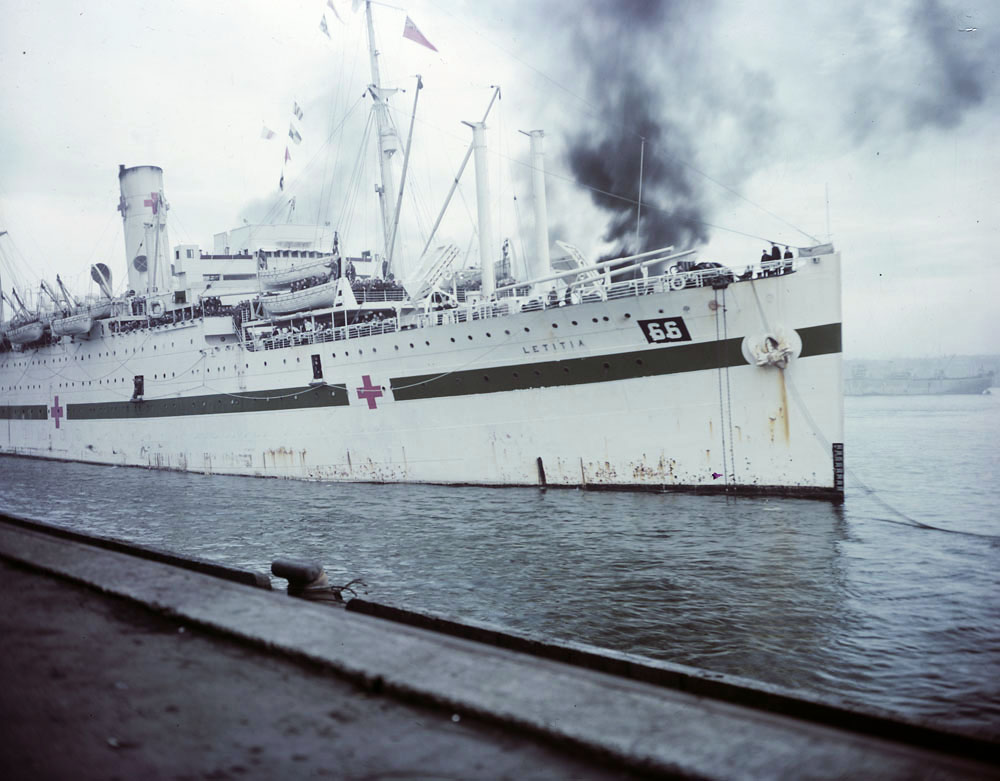
Foto del Letitia como barco hospital arribando a Pier 21 en Halifax.

Letitia fue requisada por el Almirantazgo británico el 9 de septiembre de 1939,poco después del estallido de la Segunda Guerra Mundial.
Fue sometida a una reparación a su rearme con ocho cañones de 6 pulgadas y dos cañones de 3 pulgadas, y se reanuda el servicio el 6 de noviembre de 1939 con el número del banderín F16. Pasó la mayor parte de su tiempo en el Atlántico, inicialmente entre octubre de 1939 y enero de 1940 el despliegue de la Fuerza escolta de Halifax. El 6 de enero de 1940, el convoy HX 15 partió de Halifax, Nueva Escocia, arribando a Liverpool el 19 de enero.Letitia era una escolta para el convoy. La mayor parte de 1940 se dedicó a la Patrulla del Norte, seguido por el período de noviembre de 1940 a febrero de 1941 con la Patrulla Norte y del Oeste. El 13 de enero de 1941,Letitia encalló en Halifax, Nueva Escocia y fue gravemente dañada. Era estuvo brevemente con las fuerzas de escolta de Bermudas y Halifax, antes de regresar a la Escolta del Atlántico Norte Fuerza entre mayo y junio de 1941. Por ahora, sin embargo ha quedado claro al Almirantazgo que el uso de transatlántico como  Letitia, como cruceros mercantes armados los dejó demasiado expuesto al ataque, sin ofrecer una protección considerablemente mayor. Los cruceros mercantes restantes fueron retirados del servicio, Letitia, que se retiró el 7 de junio de 1941,y se utilizó en cambio,como Barco transporte de tropas por el Ministerio de transporte de guerra.
El 10 de enero de 1942, una parte del convoy WS 15 zarpó de Liverpool, y otra parte zarpó del Clyde el 11 de enero. Las dos partes se reunieron a la altura de Oversay el 12 de enero.Letitia fue partícipe de la parte de Liverpool y estaba destinado a Durban. El 22 de agosto de 1942, Convoy A 20 zarpó de Halifax, Nueva Escocia. Durante la noche del 22 de agosto,Letitia no reaccionó a la orden para llevar a cabo una emergencia en zig-zag y el USS Buck fue enviado para corregir las acciones de Letitia.Esto puso en movimiento una cadena de acontecimientos que llevaron a una colisión entre USS Ingraham y Chemung USS (AO-30).Como resultado de esto, se hundió Ingraham. Hubo un choque más entre SS Awatea y USS Buck. En noviembre de 1942,el Convoy MFK 1Y partió de Gibraltar con destino a Reino Unido.
El 23 de enero de 1943, el Convoy WS 26 zarpó del Clyde, con destino a Durban, Sudáfrica, a través de Freetown, Sierra Leona y Ciudad del Cabo, Sudáfrica.Letitia dejó el convoy en Freetown. El 27 de febrero, convoy KMF 10A se formó frente a Oversay en conjunto con el convoy WS 27. El 18 de mayo de 1943,el Convoy WS 30 salió de Liverpool, y se reunió con el convoy KMF 15 en Oversay el 21 de mayo. Letitia era miembro de estos dos convoyes.
El 4 de noviembre de 1943 el convoy KMS partió del Reino Unido con rumbo al Mediterráneo. El Letitia se unió al convoy en Argel y lo abandonó en Philippeville. Cumplió este cometido hasta 1943, cuando sufrió importantes daños. Logró navegar a los Estados Unidos para poder ser reparado, tras lo cual fue utilizado por el gobierno de Canadá como un barco hospital, con un personal médico de 200 personas y capacidad para 1000 pacientes. Durante el resto de la guerra transportó heridos a Canadá y estaba a punto de recibir un nuevo destino en el Océano Pacífico cuando acabó el conflicto. Letitia continuó en servicio en el período inmediatamente posterior a la guerra,en la repatriación de personal canadiense en servicio. Fue vendido en 1946, durante este período como un barco de transporte, para el Ministerio de Transporte, que la rebautizó como Empire Brent. El Ministerio le asignó para ser operado en su nombre por sus dueños anteriores, ahora comerciando como Donaldson Bros & Black Ltd.

### Posguerra
Durante la navegación a Halifax del Reino Unido en 1946, el Empire Brent chocó con el SS Stormont en el río Mersey, el 20 de noviembre de 1946, hundiendo al Stormont y requiriendo el Empire Brent navegar a Birkenhead a dique seco, mientras que las reparaciones se llevaron a cabo a la proa. Una revisión completa del Clyde seguido en diciembre de ese año, tiempo durante el cual fue reinstalado de nuevo para ser una nave de tropa. Ella navegó entre la India y el Lejano Oriente para los próximos dos años, antes de pasar a ejecutar un servicio de emigración entre el Reino Unido y Australia en 1949. Estuvo en servicio hasta que se retiró y puso en marcha a finales de 1950. Después de seis meses fuera de servicio fue reinstalado de nuevo para servir como buque de emigración para aquellos que viajaban desde el Reino Unido a Nueva Zelanda, bajo el nombre de Captain Cook Ella funcionó en charter para el gobierno de Nueva Zelanda, que pagó en una serie de plazos. Comenzó sus viajes a principios de 1952, navegando entre Glasgow y Wellington a través del Canal de Panamá. Ella regresó brevemente a su ruta de navegación antes de la guerra a través del Atlántico desde el Reino Unido a Canadá en 1955, pero posteriormente regresó a Nueva Zelanda la ruta. Un incendio, mientras se encontraba en el puerto de Wellington en 1957 causó grandes daños, pero era capaz de navegar en el Reino Unido, donde fue reparado. Ella había sido comprado en firme por el gobierno de Nueva Zelanda en 1959, haciendo su último viaje a Glasgow a principios de 1960, y fue puesto luego a Falmouth, Cornwall. El Captain Cook fue vendido a la compañía British Steel plc, quien la remolcó hasta Inverkeithing, arribando el 29 de abril de 1960 para su desmantelamiento.

## Números oficiales y código de cartas
Los números oficiales fueron un precursor a los números de la OMI. El Letitia tenía el número oficial 148847 del Reino Unido. Usó el Código de cartas KSLT hasta 1933, e indicativos GLBX desde 1934.